# Brachythecium poadelphus
Brachythecium poadelphus là một loài Rêu trong họ Brachytheciaceae. Loài này được Müll. Hal. mô tả khoa học đầu tiên năm 1901.